# بيتر روز (دراج)
بيتر روز (بالفرنسية: Peter Roes)‏ ولد بتاريخ 4 مايو 1964 في بلجيكا، هو دراج بلجيكي سابق. سبق أن شارك في دورة الألعاب الأولمبية الصيفية.

## روابط خارجية
- بيتر روز على موقع أرشيف الدراجات (الإنجليزية)
- بيتر روز على موقع إحصائيات الدراجات الإحترافية (الإنجليزية)
- بيتر روز على موقع أوليمبيديا (الإنجليزية)